# Brie-sous-Mortagne

Brie-sous-Mortagne este o comună în departamentul Charente-Maritime, Franța. În 1 ianuarie 2022 avea o populație de 238 de locuitori.